# ブロナー・ギャラガー
ブロナー・ギャラガー（Bronagh Gallagher、1972年 - ）は、イギリス、北アイルランド出身の女優である。

## 来歴
1972年北アイルランドにあるロンドンデリーで生まれる。幼い頃より、アマチュアの劇団で活動するようになり、一時期はインディーズバンドでシンガーとしても活動していた。後に映画やテレビドラマなどへ出演するようになる。アラン・パーカーによるダブリンを舞台にした若者たちを描くドラマ映画『ザ・コミットメンツ』での映画デビューを皮切りに、その後も着々とキャリアを重ねて北アイルランドを舞台にしたクライム・コメディの『ディボーシング・ジャック』やシェイクスピアの戯曲を基にした恋愛映画『トリスタンとイゾルデ』などの出演作品がある。
アメリカ映画へも出演しており、クエンティン・タランティーノの出世作『パルプ・フィクション』や、ジョージ・ルーカス監督のSF大作『スター・ウォーズ エピソード1/ファントム・メナス』などの話題作へも出演。その他にもジュリア・ロバーツやジョン・マルコヴィッチ、近年ではダスティン・ホフマンやエマ・トンプソンら錚々たる俳優たちとの共演作がある。現在は女優業と同時にミュージシャンとしても活動している。

## 出演作品

### 映画
- ザ・コミットメンツ The Commitments (1991)
- You, Me & Marley (1992)
- パルプ・フィクション Pulp Fiction (1994)
- ジキル&ハイド Mary Reilly (1996)
- ディボーシング・ジャック Divorcing Jack (1998)
- スター・ウォーズ エピソード1/ファントム・メナス Star Wars: Episode I - The Phantom Menace (1999)
- サンダーパンツ! Thunderpants (2002)
- トリスタンとイゾルデ Tristan + Isolde (2006)
- ツイてない男 Botched (2007)
- 新しい人生のはじめかた Last Chance Harvey (2008)
- マリス・イン・ワンダーランド Malice in Wonderland (2009)
- シャーロック・ホームズ Sherlock Holmes (2009)
- アルバート氏の人生 Albert Nobbs (2011)
- グラバーズ Grabbers (2012)
- 恋するグルメガイド The Food Guide to Love (2013)
- 男と女、モントーク岬で Return to Montauk (2017)
- どん底作家の人生に幸あれ! The Personal History of David Copperfield (2019)

### テレビドラマ
- Performance (1992)
- Cry Wolf (2000)
- The Clinic (2004)
- 名探偵ポワロ Agatha Christie: Poirot (2005) ※シーズン10エピソード1「青列車の秘密」
- ニュー・トリックス〜退職デカの事件簿〜 New Tricks (2012) ※シーズン9エピソード7

### 舞台
| 年   | 題                                                 | 役                      | 劇場                                                                                   |
| ---- | -------------------------------------------------- | ----------------------- | -------------------------------------------------------------------------------------- |
| 1991 | The Patriot Game                                   | Second Soldier          | アイルランド ダブリン アベイ座                                                         |
| 1992 | A Crucial Week in the Life of a Grocer's Assistant | Agnes Smith             | アイルランド ダブリン アベイ座                                                         |
| 1992 | The Iceman Cometh                                  | Pearl                   | アイルランド ダブリン アベイ座                                                         |
| 1994 | ペール・ギュント Peer Gynt                         | Ingrid/Green-Clad Woman | イギリス ロンドンバービカン・センター                                                  |
| 1996 | Portia Coughlan                                    | Stacia Diyle            | アイルランド ダブリン アベイ座 イギリス ロンドン ロイヤル・コート・シアター            |
| 1997 | The Caucasian Chalk Circle                         | Mother Georgia          | イギリス ロンドン ロイヤル・ナショナル・シアター                                       |
| 1999 | The Street of Crocodiles                           | Adela                   | イギリス ロンドン クィーンズ・シアター                                                 |
| 2000 | Dublin Carol                                       | Mary                    | イギリス ロンドン ロイヤル・ナショナル・シアター                                       |
| 2000 | Light                                              | Adla                    | イギリス ロンドン アルメイダ・シアター                                                 |
| 2009 | ウォー・ホース 〜戦火の馬〜 War Horse              | Rose Narracott          | イギリス ロンドン ニュー・ロンドン・シアター                                           |
| 2009 | Every Good Boy Deserve Favour                      | Teacher                 | イギリス ロンドン ロイヤル・ナショナル・シアター                                       |
| 2011 | The Faith Machine                                  | Tatiana                 | イギリス ロンドン ロイヤル・コート・シアター                                           |
| 2014 | Seven                                              | ムクタール・マイ        | イギリス ベルファスト グレート・ホール・オブ・パーラメント ロンドンデリー ギルドホール |
| 2017 | 北国の少女 Girl from the North Country             | ミセス・バーク          | ロンドン オールド・ヴィック・シアター ノエル・カワード・シアター                       |